# Перакариды
Перакариды (лат. Peracarida) — надотряд высших раков. Включает большое количество видов, среди которых — обитатели морей, пресных водоемов и суши. 

## Описание

Общий план строения мандибулы перакарид: 1 — «коренной зуб», 2 — ряд игл, 3 — Lacinia mobilis, 4 — «резец», 5 — щупик (пальпа)

Главным отличительным признаком данной группы является наличие выводковой камеры, или марсупиума, образованной оостегитами — плоскими выростами коксоподитов грудных конечностей. Другим объединяющим признаком перакарид является наличие у представителей одной пары ногочелюстей (редко 2-3). Мандибулы имеют дополнительный сочленяющий элемент, который у взрослых представлен выростом между «коренным зубом» и «резцом» и называется lacinia mobilis. Карапакс, часто редуцированный, не сливается с задними грудными сегментами. Молодая особь в последней личиночной стадии — манка — отличается от взрослой лишь отсутствием последней пары грудных конечностей.

## Классификация
- Бокоплавы (Amphipoda Latreille, 1816)
- Кумовые (Cumacea Krøyer, 1846)

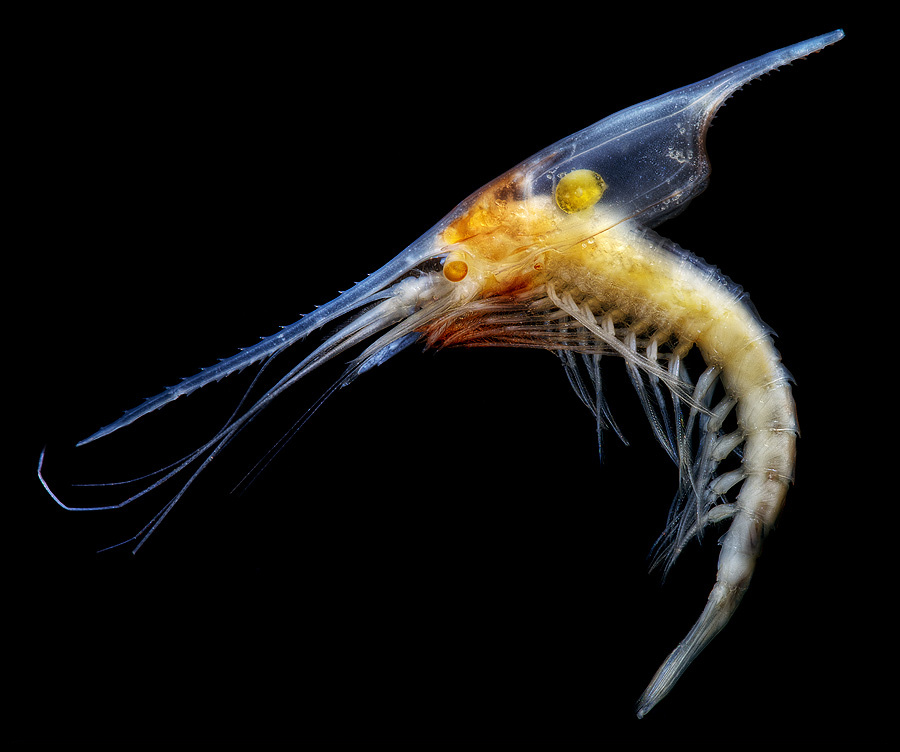
Gnathophausia zoea

- Клешненосные ослики (Tanaidacea Dana, 1849)
- Лофогастриды (Lophogastrida Sars, 1870)
- Мизиды (Mysida Boas, 1883)
- Равноногие (Isopoda Latreille, 1817)
- Спелеогрифовые (Spelaeogriphacea Gordon, 1957)
- Термосбеновые (Thermosbaenacea Monod, 1927)
- Mictacea Bowman, Garner, Hessler, Iliffe et Sanders, 1985
- Stygiomysida Tchindonova, 1981
- † Pygocephalomorpha Beurlen, 1930